# Leuner Berg
Leuner Berg es un estratovolcán de Westerwald, Alemania. Sus coordenadas son:  50.575305°   8.349397°.